# Olaoluwatomi Taiwo
Olaoluwatomi Taiwo, detta Tomi (Carmel, 16 giugno 2000), è una cestista statunitense con cittadinanza nigeriana.

## Carriera
Con la Nigeria ha disputato i Giochi olimpici di Parigi 2024, e un'edizione dei Campionati africani (2023).